# Pol Granch
Pol Granch   (Madrid, 4 d'abril de 1998) nom artístic de Pablo Grandjean, és un cantant i actor d'ascendència espanyola i francesa.

## Carrera
El 2018 es va presentar al concurs Factor X Espanya convertint-se des del càsting en un dels concursants revelació. Al llarg del concurs va defensar la seva permanència en l'equip de Laura Pausini amb cançons com El sitio de mi recreo d'Antonio Vega, Pausa d'Izal o La quiero a morir de Francis Cabrel.
El 2019 va treure el seu primer senzill en solitari, «Late», del qual també va realitzar el seu primer videoclip. En aquest moment, va començar a combinar la seva carrera musical amb treballs de composició i enregistrament a l'estudi. L'1 de maig de 2020 va llançar el seu primer EP al mercat musical.
El 2020 treu el seu primer senzill «Tengo que calmarme-» inclòs en el seu àlbum debut « Tengo que calmarme» publicat el 26 de juny. Aquell any, es va anunciar el seu salt a la interpretació per a la quarta temporada de la sèria Élite de Netflix, on interpreta a Phillipe. La temporada es va estrenar al juny de 2021 a la plataforma.
El 2021, l'artista publica amb gran èxit «Tiroteo», al costat de Marc Seguí, que temps després treu com remix en col·laboració amb Rauw Alejandro. En aquest mateix any també treu «No pegamos» i «Lüky Charm».

## Discografia

### Àlbums d'estudi
| Títol              | Detalls | Posició màxima |
| ------------------ | --- | -------------- |
| Tengo que calmarme | - Llançament: 26 juny 2020 - Segell: Sony Music Entertainment Espanya - Formats: CD, descàrrega digital, streaming | 12             |

### EPs
| Títol      | Detalls | Posició màxima |
| ---------- | --- | -------------- |
| Pol Granch | - Llançament: 26 d'abril de 2019 - Segell: Sony Music Entertainment Espanya - Formats: descàrrega digital, streaming | 85             |

### Senzills
Senzills com a artista principal
| Títol                                             | Any  | Àlbum              | Posició màxima | Certificació |
| ------------------------------------------------- | ---- | ------------------ | -------------- | ------------ |
| «Late»                                            | 2019 | Pol Granch         | -              | -            |
| «Perdón por las horas»                            | 2019 | Pol Granch         | -              | -            |
| «Desastre»                                        | 2019 | Pol Granch         | -              | -            |
| «Te Quiodio»                                      | 2019 | Tengo que calmarme | -              | -            |
| «M conformo»                                      | 2019 | Tengo que calmarme | -              | -            |
| «En llamas» (amb Natalia Lacunza)                 | 2020 | Tengo que calmarme | 91             | -            |
| «Millonario»                                      | 2020 | Tengo que calmarme | -              | -            |
| «Tengo que calmarme»                              | 2020 | Tengo que calmarme | -              | -            |
| «Chocolatito»                                     | 2020 | Tengo que calmarme | -              | -            |
| «Tiroteo» (amb Marc Seguí)                        | 2021 | Thermo Mix         | 5              | x1           |
| «No pegamos»                                      | 2021 | Cançó sense àlbum  | -              | -            |
| «Tiroteo Remix» (amb Marc Seguí i Rauw Alejandro) | 2021 | Cançó sense àlbum  | 5              | x1           |
| «Lüky Charm»                                      | 2021 | -                  | -              |              |

Senzills com a artista convidat
| Títol                                                     | Any  | Àlbum             |
| --------------------------------------------------------- | ---- | ----------------- |
| «Cuando me mirabas» (Soge Culebra amb Walls i Pol Granch) | 2020 | Cançó sense àlbum |

## Obres publicades
- Cuatro notas y una guitarra.  Espanya: Ediciones B, 23 de maig de 2019, p. 128. ISBN 978-84-17424-58-9.[12]